# Magnolia Plantation
Pour les articles homonymes, voir Magnolia (homonymie).
La Magnolia Plantation est une ancienne plantation du Sud des États-Unis située dans la paroisse des Natchitoches, en Louisiane. Protégée au sein du Cane River Creole National Historical Park, elle est inscrite au Registre national des lieux historiques depuis le 7 mars 1979 et classée National Historic Landmark depuis le 3 janvier 2001.